# 刘易斯·邓克
刘易斯·邓克（英語：Lewis Carl Dunk，1991年11月21日—）是一名英格兰足球运动员，司职后卫，现效力于英超球队布莱顿。

## 俱乐部生涯
2010年4月30日，邓克由于在布莱顿青年队中的精彩表现，和俱乐部正式签约两年。第二天，邓克即在英甲联赛布莱顿0比0战平米尔顿凯恩斯的比赛中首发登场，完成职业生涯首秀。
在2010–11赛季英甲联赛中，邓克出场8次，布莱顿在赛季结束后成功升级到英冠联赛。在2011–12赛季第一轮对阵唐卡斯特，由于和受伤，邓克和队长一起首发担任中后卫，完成他的首场英冠联赛比赛，这场比赛也是布莱顿主场法尔马球场的首场比赛。
2013年10月4日，英甲布里斯托城獲英冠布莱顿借出21歲的邓克，借用期為一個月。
2021年2月6日，鄧克為布莱顿第300次聯賽出場，在那裡他用角球的頭球攻入了本場比賽的首個進球。最終球隊與班來1-1平手。

## 国家队生涯
2011年11月，邓克首次被招入英格兰 U21足球代表队的名单，以备战欧青赛预选赛和冰岛和比利时的比赛。
2024年6月，邓克入選了英格蘭隊參加2024年歐洲足球錦標賽的26人名單。

## 榮譽
布莱顿
- 英格蘭足球甲級聯賽冠軍 : 2010–11[7]